# Hippothoa divaricata
Hippothoa divaricata is een mosdiertjessoort uit de familie van de Hippothoidae. De wetenschappelijke naam van de soort is voor het eerst geldig gepubliceerd in 1821 door Lamouroux.